# Iva annua
Espèce
Classification phylogénétique
Iva annua (sumpweed en anglais) est une espèce de plante à fleurs de la famille des Asteraceae.
C'est une plante annuelle herbacée. Elle est originaire de la zone comprise entre le Tamaulipas dans le nord-est du Mexique, le centre et le sud des Etats-Unis, principalement les Grandes Plaines et la vallée du Mississippi jusqu'au Dakota du Nord. Quelques populations sont présentes à l'est des Etats-Unis mais elles y ont probablement été introduites. La plante mesure 150 cm de haut et produit petites fleurs étroites et allongées.

## Utilisation par l'homme
Iva annua a été cultivée par les Nord-Amérindiens il y a plus de 4000 ans dans le centre et le sud des Etats-Unis, particulièrement par les peuples de la culture Hopewell qui vivaient sur le territoire des actuels Missouri et Illinois. Ceux-ci en consommaient en effet les graines riches en huile et en protéines.
Cependant la culture de cette plante recèle plusieurs inconvénients, notamment une odeur désagréable et le fait d'être allergène. Ce sont sans doute ces raisons qui firent que sa culture fut abandonnée à la suite de l'introduction de plantes plus adaptées à l'agriculture telle que le maïs. Lorsque les Européens découvrirent l'Amérique, elle n'était plus cultivée depuis des siècles.